# Пекел (община Марибор)
Вижте пояснителната страница за други значения на Пекел.
Пекел (на словенски: Pekel) е село в Словения, Подравски регион, община Марибор. Според Националната статистическа служба на Република Словения през 2002 г. селото има 135 жители.